# Saison 20 de NCIS : Enquêtes spéciales
Chronologie
Saison 19 Saison 21
Cet article présente le guide des épisodes de la vingtième saison de la série télévisée américaine NCIS : Enquêtes spéciales.

## Distribution

### Acteurs principaux
- Sean Murray (VF : Adrien Antoine) : Timothy McGee, agent spécial du NCIS
- Wilmer Valderrama (VF : Eilias Changuel) : Nick Torres, agent spécial du NCIS
- Katrina Law (VF : Laëtitia Laburthe Tolra) : Jessica Knight, agent spécial du NCIS
- Brian Dietzen (VF : Christophe Lemoine) : Jimmy Palmer, médecin légiste du NCIS
- Diona Reasonover (VF : Vanessa Van-Geneugden) : Kasie Hines, experte scientifique du NCIS
- David McCallum (VF : Frédéric Cerdal) : Donald Mallard, historien et ancien médecin légiste du NCIS (4 épisodes)
- Rocky Carroll (VF : Serge Faliu) : Leon Vance, directeur du NCIS
- Gary Cole (VF : Philippe Vincent) : Alden Parker, chef d'équipe du NCIS

### Acteurs récurrents
- Teri Polo : Vivian Kolchak, ex-agent du FBI et ex-femme de Parker (épisode 1)
- Joe Spano (VF : Patrick Raynal) : Tobias "T.C" Fornell, ex-agent du FBI, meilleur ami de Gibbs et détective privé (épisode 1)
- Erik Passoja : Wayne Sweeney, directeur du FBI (épisode 1)
- Laura San Giacomo : Dr Grace Confalone, psychologue (épisode 3)
- Margo Harshman : Delilah McGee, analyste du DOD et femme de McGee (épisode 9)
- Zane Holtz : Dale Sawyer, agent du NCIS (épisode 12)

### Invités deNCIS: Hawaiʻi
- Vanessa Lachey : Jane Tenant, chef d'équipe du NCIS à Hawai'i, (épisode 1 et 10)
- Jason Antoon : Ernie Malik, spécialiste du cyberespionnage au NCIS : Hawai'i (épisode 1)
- Noah Mills : Jesse Boone, agent spécial du NCIS : Hawai'i, (épisode 10)

### Invités deNCIS: Los Angeles
- Chris O'Donnell : Grisha "G" Callen, chef d'équipe du NCIS à Los Angeles (épisode 10)
- LL Cool J : Sam Hanna, agent spécial du NCIS : Los Angeles (épisode 10)

## Production
Le 31 mars 2022, la série a été renouvelée pour une vingtième saison.
Cette saison est comme la précédente diffusée le lundi à 21 h aux États-Unis.
Elle est diffusée du 19 septembre 2022 au 22 mai 2023 aux États-Unis.
Le 3 août 2022, il est annoncé que la saison débutera par un crossover avec NCIS : Hawai'i. Vanessa Lachey et Jason Antoon sont présents dans cet l'épisode.
Le 3 octobre 2022, CBS annonce un crossover avec les trois séries NCIS, prévu pour le début de l'année 2023, l'enquête devant suivre un tueur en série qui s'en prend aux agents du NCIS. Le 11 novembre, CBS confirme que l'épisode sera diffusé le lundi le 2 janvier 2023. Le 11 décembre 2022, pour des raisons inconnues, CBS repousse la diffusion du crossover au 9 janvier 2023. Le crossover réalise des audiences élevées pour les trois séries.
Joe Spano, Laura San Giacomo, Margo Harshman et Zane Holtz font leur retour en tant que personnages récurrents au cours de la saison.

## Épisodes

### Épisode 1:Une affaire de famille
- États-Unis /  Canada : 19 septembre 2022 sur CBS / Global
- Suisse : 13 avril 2023 sur RTS 1
- France : 15 avril 2023 sur M6

- États-Unis : 5,82 millions de téléspectateurs (première diffusion)[9]
- France : 1,35 million de téléspectateurs[10] (première diffusion)

- Joe Spano : Tobias C. Fornell
- Teri Polo : Vivian Kolchak
- Vanessa Lachey : Jane Tenant, chef d'équipe du NCIS à Hawaï (1/2)
- Jason Antoon : Ernie Malik, spécialiste du cyberespionnage du NCIS à Hawaï
- Erik Passoja : Wayne Sweeny
- Karina Noelle Castillo : Agent Ramirez
- Susan Ruttan : Samantha "Sammy" Delfino
- Eric Lynch : Gary Shay
- Michael Weston : Herman Maxwell

- Épisode crossover avec NCIS : Hawai'i avec l'apparition de Jane Tenant interprétée par Vanessa Lachey et Jason Antoon interprété par Ernie Malik.
- Pour la première fois, l'audience de la série passe en dessous des 6 millions de téléspectateurs.

### Épisode 2:Problèmes liés au père
- États-Unis /  Canada : 26 septembre 2022 sur CBS / Global
- Suisse : 13 avril 2023 sur RTS 1
- France : 22 avril 2023 sur M6

- États-Unis : 6,11 millions de téléspectateurs (première diffusion)[11]
- France : 1,52 million de téléspectateurs[12] (première diffusion)

- Kash Abdulmalik : Carter Landegraff
- Peter Porte : Owen Belfort III
- Brian Thomas Smith : Larry
- Erik Heger : Hans Bjurstorm
- Rob Welsh : Julian Reinhardt
- Desiree Mee Jung : Dee Walters
- Mary Chieffo : Sierra Thompson
- Kyle Eastman : Stafford Meeks

### Épisode 3:Dénicher
- États-Unis /  Canada : 3 octobre 2022 sur CBS / Global
- Suisse : 20 avril 2023 sur RTS 1
- France : 22 avril 2023 sur M6

- États-Unis : 6,92 millions de téléspectateurs (première diffusion)[13]
- France : 1,52 million de téléspectateurs[12] (première diffusion)

- Laura San Giacomo : Dr Grace Confalone
- Laith Wallschleger : Erik Nilsson / Dozer
- Jonathan Kowalsky : Nate Holt / Rookie
- Billy Miller : Ezra Moretti
- Beth Fraser : Journaliste 1
- Danny Roice : Journaliste 2
- Jane Carr : Dr Erica Heller
- Mike McShane : Dr Matthew Heller
- Grace Narducci : Nicole
- Deborah Vancelette : Nurse
- Marty Dew : Daniel Vega

### Épisode 4:Ne laisser aucune trace
- États-Unis /  Canada : 10 octobre 2022 sur CBS / Global
- Suisse : 20 avril 2023 sur RTS 1
- France : 29 avril 2023 sur M6

- États-Unis : 6,60 millions de téléspectateurs (première diffusion)[14]
- France : 1,25 million de téléspectateurs[15] (première diffusion)

- Caleb Alexander Smith : Agent Spécial de l'USNPS Gage Winchester
- Norman Lehnert : Greg Patrick Walsh
- Michael Petrone : Carl le Guide du Camping
- Nicola Posener : Maxine Lautner
- Tiffany Dion : Eye Roll Girl

### Épisode 5:Gardien
- États-Unis /  Canada : 17 octobre 2022 sur CBS / Global
- Suisse : 27 avril 2023 sur RTS 1
- France : 29 avril 2023 sur M6

- États-Unis : 6,91 millions de téléspectateurs (première diffusion)[16]
- France : 1,13 million de téléspectateurs[15] (première diffusion)

- Jessica Gardner : Olivia Kahn
- Marem Hassler : Lena Paulsen
- Dustin Seavey : Larry Sykes
- Elyse Levesque : Frauke Biedermann
- Oscar Best : Phil Newcastle
- Charley Rowan McCain : Heidi Umarov Paulsen
- Marika Engelhardt : Elisabeth Wenders
- Ian Fisher : Serguei Umarov

### Épisode 6:Le bon combattant
- États-Unis /  Canada : 24 octobre 2022 sur CBS / Global
- Suisse : 27 avril 2023 sur RTS 1
- France : 6 mai 2023 sur M6

- États-Unis : 6,97 millions de téléspectateurs (première diffusion)[17]
- France : 1,46 million de téléspectateurs (première diffusion)[18]

- Mark Atteberry : Medgar Nash
- Amber Friendly : Eden Greyson
- Menik Gooneratne : Diya Khatri
- Damian Joseph Quinn : Travis Baltoni
- KayKay Blaisdell : Gen Z Girl
- Vonzell Carter : Instructeur

### Épisode 7:Amour perdu
- États-Unis /  Canada : 14 novembre 2022 sur CBS / Global
- Suisse : 4 mai 2023 sur RTS 1
- France : 6 mai 2023 sur M6

- États-Unis : 6,44 millions de téléspectateurs (première diffusion)[19]
- France : 1,28 million de téléspectateurs (première diffusion)[18]

- Michael Kostroff : Félix Lassiter
- Carolyn Hennesy : Secrétaire de la marine, Tara Flynn
- Elise Eberle : Arlene Wilkes
- Jonny Rios : Victor Wilkes
- Christian Barillas : Rafael "Rafa" Lopez
- Devika Parikh : Docteur Saanvi Singh
- Joshua Nazaroff : Zero
- Patrick Labyorteaux : Olev Kozlov
- Brandon Papo : Bobby

- Patrick Labyorteaux qui a interprété le personnage du capitaine de vaisseau Bud Roberts Jr. dans JAG mais aussi dans les saisons 1, 14 et 15 de NCIS, interprète cette fois-ci un autre personnage.

### Épisode 8:Trot de dinde
- États-Unis /  Canada : 21 novembre 2022 sur CBS / Global
- Suisse : 4 mai 2023 sur RTS 1
- France : 13 mai 2023 sur M6

- États-Unis : 6,97 millions de téléspectateurs (première diffusion)[20]
- France : 1,46 million de téléspectateurs (première diffusion)[21]

- Lilan Bowden : Robin Knight
- David Blue : Charlie Samuels
- Gillian I. White : Amiral de la Navy Martha Stock
- Taryn Kelly : Lieutenant de la Navy Sara Giles
- Gregg Binkley : Bob Stivers
- Michael Anthony Perez : Manager Pete

- Cet épisode a été co-écrit par Diona Reasonover, l'interprète de Kasie.

### Épisode 9:L'enseignement supérieur
- États-Unis /  Canada : 5 décembre 2022 sur CBS / Global
- Suisse : 11 mai 2023 sur RTS 1
- France : 13 mai 2023 sur M6

- États-Unis : 6,43 millions de téléspectateurs (première diffusion)[22]
- France : 1,36 million de téléspectateurs (première diffusion)[21]

- Margo Harshman : Delilah McGee
- Claire Gillies : Christine
- Jaclyn Aimee : Esme
- Jesse Conrad : William Watson
- Juliette Conrad : Evelyn Shaw
- Adam Cropper : Jared Clarkson / Jared Baker
- Zachary S.Williams : Logan Kennedy
- Patrick Luwis : Mike

### Épisode 10:Trop de cuisinier
- États-Unis /  Canada : 9 janvier 2023 sur CBS / Global
- France : 20 mai 2023 sur M6

- États-Unis : 7,93 millions de téléspectateurs (première diffusion)[23]
- France : 1,59 million de téléspectateurs (première diffusion)[24]

- Vanessa Lachey : Jane Tenant, chef d'équipe du NCIS à Hawaï 2/2
- Noah Mills : Jesse Boone, agent spécial du NCIS à Hawaï
- Chris O'Donnell : Grisha Callen, chef d'équipe du NCIS à Los Angeles
- LL Cool J : Sam Hanna, agent spécial du NCIS à Los Angeles
- Robert Picardo : Dale Harding, sergent de marine à la retraite
- Brianna Reed : Libby
- Tim Rock : Cambia, instructeur
- Stéphanie Hodge : Greta Ford
- Kevin Changaris : Simon Williams
- Joe Chamrello : Kidnappeur

- L'intrigue débutée dans cet épisode continue lors de l'épisode 10 de la saison 2 de NCIS: Hawaiʻi, intitulé Traque à Hawaii puis se conclut lors de l'épisode 10 de la saison 14 de NCIS: Los Angeles intitulé Vivre et Mourir à Los Angeles.

### Épisode 11:Les ponts
- États-Unis /  Canada : 16 janvier 2023 sur CBS / Global
- Suisse : 11 mai 2023 sur RTS 1
- France : 27 mai 2023 sur M6

- États-Unis : 6,16 millions de téléspectateurs (première diffusion)[25]
- France : 1,35 million de téléspectateurs (première diffusion)[26]

- Austin Cauldwell : Ryan Aaronson / Travis Jacobs
- Rachel Ticotin : Joy Sullivan Aaronson
- Jason MacDonald : John Watts
- Sadie Stratton : Renee Watts
- Jason Manuel Olazabal : Todd Mercer
- Brenda Kate : Sheila
- Shane Blades : Mari
- Nicole Rainteau : Kaytlynn
- Leah Grosjean : Enseigne de la Navy, Ashley Watts
- Kathryn Melton : Femme de ménage
- Warren Sweeney : Prêtre

- Cet épisode est dédié à la mémoire de Terrence O'Hara, réalisateur de nombreux épisodes de la série, décédé en décembre 2022.

### Épisode 12:Grand derrick
- États-Unis /  Canada : 23 janvier 2023 sur CBS / Global
- Suisse : 18 mai 2023 sur RTS 1
- France : 3 juin 2023 sur M6

- États-Unis : 7,54 millions de téléspectateurs (première diffusion)[27]
- France : 1,45 million de téléspectateurs (première diffusion)[28]

- Zane Holtz : Agent Spécial du NCIS, Dale Sawyer
- Nancy Youngblut : Joanna "Mama Jo" Dalton
- Alex Mortensen : Emmet
- David Meunier : Wade Cutler
- Susan Diol : Doris Sawyer
- Aline Elasmar : Annie Hankamer
- Kaipo Schwab : Agent Spécial du FBI en charge, Liam McCullers
- Rahvaunia : Capitaine des Pompiers
- Andy Marques : Policier

### Épisode 13:Mauvais oeil
- États-Unis /  Canada : 6 février 2023 sur CBS / Global
- Suisse : 18 mai 2023 sur RTS 1
- France : 3 juin 2023 sur M6

- États-Unis : 7,15 millions de téléspectateurs (première diffusion)[29]
- France : 1,35 million de téléspectateurs (première diffusion)[28]

- Tania Raymonde : Chloe Marlene
- Andrew Elvis Miller : Sam Novak
- Christy St. John : Lieutenante Renee Harlan
- Roman Arabia : Bénévole
- Alexander Harris : Patron du musée
- Maxwell Almono : John Harlan
- Amadeo Fusca : contrebandier d'arme à feu
- Eli Hernandez : Maitre d'arme
- Conisha Wade : Réalisatrice

- Tanya Raymonde était déjà apparue dans NCIS dans un autre rôle lors de l'épisode 17 de la saison 2, "Œil pour œil".
- Cet épisode est dédié à la mémoire de Fred Tate.

### Épisode 14: Vieilles blessures
- États-Unis /  Canada : 13 février 2023 sur CBS / Global
- Suisse : 25 mai 2023 sur RTS 1
- France : 10 juin 2023 sur M6

- États-Unis : 7,05 millions de téléspectateurs (première diffusion)[30]
- France : 1,29 million de téléspectateurs (première diffusion)[31]

- Michael Patrick Thornton : Jeremy Brighton
- Bill Dawes : Clayton Wills
- Benjamin Barrett : Theo Benes
- Deanne Lauvin : Rebecca Haswell
- Dean Wil : Francis

### Épisode 15:Suspect inhabituel
- États-Unis /  Canada : 27 février 2023 sur CBS / Global
- Suisse : 25 mai 2023 sur RTS 1
- France : 10 juin 2023 sur M6

- États-Unis : 7,01 millions de téléspectateurs (première diffusion)[32]
- France : 1,19 million de téléspectateurs (première diffusion)[33]

- Francis Xavier McCarthy : Roman Parker, le père d'Alden
- Sydney Agudong : Kelly
- Annalisa Cochrane : Lisa Swenson
- Lisa Costanza : Landlord
- Bill Dawes : Clayton Wills
- Martin Kildare : Mr. Sharp
- Jonathan Ohye : Nigel Yang
- Tyler Perez : Première classe de la Navy, Sam Vega
- Alan Rachins : Bud
- Rufino Romero : Nurse
- Jean St. James : Marilyn Davis
- Michael Patrick Thornton : Jeremy Brighton

### Épisode 16:L'Effet papillon
- États-Unis /  Canada : 13 mars 2023 sur CBS / Global
- Suisse : 1er juin 2023 sur RTS 1
- France : 17 juin 2023 sur M6

- États-Unis : 7,19 millions de téléspectateurs (première diffusion)[34]
- France : 1,10 million de téléspectateurs (première diffusion)[35]

- Brigid Brannagh : Sénatrice, Constance Miller
- Julianne Collins : Dorothy Quinlan
- Dominic Pace : George Barlow
- Sonny Valicenti : Nate Billings
- Tina Huang : Capitaine Boggs
- Al Rodrigo : Capitaine de Police, Martinez
- Johnny Jay Lee : Officier Petty Sheehan
- Jimmy Walker Jr. : Sergent William Jolson
- Greg Benson : Phillip Legrand

### Épisode 17:Un étranger dans un pays étrange
- États-Unis /  Canada : 20 mars 2023 sur CBS / Global
- Suisse : 1er juin 2023 sur RTS 1
- France : 17 juin 2023 sur M6

- États-Unis : 6,60 millions de téléspectateurs (première diffusion)[36]
- France : 0,99 million de téléspectateurs (première diffusion)[37]

- Samer Salem : Mateen Jamaah
- Anisha Adusumilli : Veeda Rajab
- Patrick Cohen : Pasteur, Eddie Watkins
- Elizabeth Bond : Karen Graham
- Ericka Kreutz
- Turhan Troy Caylak
- Wida Karim : Madame Jamaah
- Ian Stanley : Robert Whitlock

- Pour la première fois en France, l'audience de la série passe en dessous du million de téléspectateurs.

### Épisode 18:Jeux de tête
- États-Unis /  Canada : 10 avril 2023 sur CBS / Global
- Suisse : 8 juin 2023 sur RTS 1
- France : 24 juin 2023 sur M6

- États-Unis : 6,83 millions de téléspectateurs (première diffusion)[38]
- France : 1,09 million de téléspectateurs (première diffusion)[39]

- Amanda Clayton : Lieutenant Rachel Donahue
- Gil McKinney : Logan Donahue
- Mark L. Taylor : Dr Harvey Kimball
- Mark Bloom : Dr Marley
- Tony Robinette : Nate Sullivan
- Renée Threatte : Adriana Broussard
- Haley Brooke Walker : Mila
- Casey Cameron Killian : Patient

### Épisode 19:Sous le feu des projecteurs
- États-Unis /  Canada : 1er mai 2023 sur CBS / Global
- Suisse : 8 juin 2023 sur RTS 1
- France : 1er juillet 2023 sur M6

- États-Unis : 6,81 millions de téléspectateurs (première diffusion)[40]
- France : 1,27 million de téléspectateurs (première diffusion)[41]

- Scott Lawrence : Agent de la DEA, Raymond Franck
- Adriana Ducassi : Reyna Vargas
- Elias Janssen ; Adam Vargas
- Kayla Blake : Nurse Allegra
- Connie Jackson : Elaine
- Timothy-James Kennedy : Skater Dude
- Maritxell Carrero : Waitress
- Olivia Negron : Olivia Negron
- Dennis Renard : Infirmière
- Erick Carrillo : Mateo Serrano

### Épisode 20:Deuxième opignion
- États-Unis /  Canada : 8 mai 2023 sur CBS / Global
- Suisse : 15 juin 2023 sur RTS 1
- France : 8 juillet 2023 sur M6

- États-Unis : 6,64 millions de téléspectateurs (première diffusion)[42]
- France : 1,27 million de téléspectateurs (première diffusion)[43]

- James Snyder : Dr Miles Bauer
- Anne-Marie Johnson : Sénatrice Selena Grayson
- Jeremy Glazer : Douglas Pritchard
- John Bishop : Réserviste de l'armée Store Owner
- Ryan Masson : Arthur Vernon
- Frederick Lawrence : Officier Kid's event
- Lexi Ainsworth : Holly Lyngos
- Nikko Austen Smith : Maître Amanda Grayson
- Austin Powell : Floyd

### Épisode 21:Dossier compromettant
- États-Unis /  Canada : 15 mai 2023 sur CBS / Global
- Suisse : 15 juin 2023 sur RTS 1
- France : 15 juillet 2023 sur M6

- États-Unis : 6,66 millions de téléspectateurs (première diffusion)[44]
- France : 1,35 million de téléspectateurs (première diffusion)[45]

- Brigid Brannagh : Sénatrice Constance Miller
- Kevin Sizemore : Stuart Greco
- Themo Melikidze : Yuri Valkov
- Sonny Valicenti : Nate Billings
- Juliette Goglia : Evelyn Shaw
- Chris Ufland : Gus Zawadzki
- Becca Q. Co : Gwen Yong
- Anny Elizabeth Rosario : Lieutenant de la Navy Jasmine Coyne
- Rick Gifford : Agent Spécial du département des affaires étrangères, Smith

### Épisode 22:Ciel noir
- États-Unis /  Canada : 22 mai 2023 sur CBS / Global
- Suisse : 22 juin 2023 sur RTS 1
- France : 22 juillet 2023 sur M6

- États-Unis : 6,73 millions de téléspectateurs (première diffusion)[46]
- France : 1,39 million de téléspectateurs (première diffusion)[47]

- Al Sapienza : Avocat Leon
- Themo Melikidze : Yuri Valkov
- Juliette Goglia : Evelyn Shaw alias Viktoria Valkov
- Chris Petrovski : Lev Trotski
- Michael Garza : Reymundo de Leon
- Ilia Volok : Kostya Valkov
- Morrison Keddie : Boris Popov
- Jeff Boehm : Gardien de prison, Oris Glazebrook
- Pilar Holland : Lucia Campbell

- Cet épisode marque la dernière apparition du personnage du Dr. Donald "Ducky " Mallard après le décès de son interprète David McCallum le 25 septembre 2023.